# Psyché (Bible)
Pour les articles homonymes, voir Psyché.
Psyché, ψυχή est un mot grec souvent traduit par âme et/ou "souffle de vie".
Il est utilisé dans la Septante et le Nouveau Testament pour traduire le mot nephesh.
Il fait partie de l'idéologie chamanique qui comprend deux composants : un qui est attaché au corps, et l'autre, séparable du corps : le Psyché. Ainsi, le Psyché est une deux composantes du dualisme selon Arbman.